# Epoka (astronomia)
Epoka – punkt w czasie, dla którego określone są współrzędne astronomiczne lub parametry orbity. W przypadku współrzędnych astronomicznych, położenie ciała dla innych czasów można obliczyć uwzględniając jego precesję oraz ruch własny.
Obecnie używaną standardową epoką jest J2000.0, zapis ten oznacza 1 stycznia 2000 roku, godzinę 12:00 czasu ziemskiego (TT). Przedrostek "J" wskazuje, że mamy do czynienia z epoką juliańską. Wcześniej używaną epoką była B1950.0, dla której przedrostek "B" wskazuje epokę besseliańską.
Przed rokiem 1984 używano epok besseliańskich, następnie zaś juliańskich.
- W Katalogu Henry'ego Drapera używa się epoki B1900.0
- Oficjalne granice gwiazdozbiorów zostały zdefiniowane w 1930 roku, ale według współrzędnych astronomicznych gwiazd na epokę B1875.0.

Epoki dla parametrów orbitalnych zwykle podaje się w czasie ziemskim, w kilku różnych formach:
- data gregoriańska z 24-godzinnym czasem, np. 2000 Jan. 1, 12:00 TT
- data gregoriańska z dniem ułamkowym, np. 2000 Jan. 1,5 TT
- data juliańska z dodanym ułamkowym dniem, np. JDT 2451545.0
- dwuliniowy parametryczny format NASA/NORAD z dniem ułamkowym, np. 00001.50000000